# جايسون جينينغز (لاعب كرة قاعدة)
جايسون جينينغز (بالإنجليزية: Jason Jennings) هو لاعب كرة قاعدة أمريكي، ولد في 17 يوليو 1978 في دالاس في الولايات المتحدة.

## وصلات خارجية
- جايسون جينينغز على موقع دوري كرة القاعدة الرئيسي (الإنجليزية)
- جايسون جينينغز على موقعبيزبول رفرنس.كوم (الدوري الرئيسي) (الإنجليزية)
- جايسون جينينغز على موقع إي إس بي إن.كوم (أم.أل.بي) (الإنجليزية)
- جايسون جينينغز على موقع مشجعي الرسوم البيانية (الإنجليزية)